# Servei de Presons d'Irlanda del Nord
El Servei de Presons d'Irlanda del Nord (en anglès, Northern Ireland Prison Service) és una agència executiva del Departament de Justícia d'Irlanda del Nord, amb seu a Dundonald House, a la Finca Stormont, Belfast.
Es va establir com una agència l'1 d'abril de 1995. L'estatus de l'Agència fou reconfirmat després d'una revisió quinquennal l'any 2000. El Servei Penitenciari és responsable de proporcionar els serveis penitenciaris d'Irlanda del Nord. Les seves funcions principals són legalment establerts en la Llei de Presons (Irlanda del Nord) de 1953 i la normativa desenvolupadora de la llei.
El Servei Penitenciari és un component important del sistema de justícia penal en sentit ampli i contribueix juntament amb altres organismes, a l'assoliment dels objectius generals del sistema. Com a ministre responsable, el Secretari d'Estat ret comptes al Parlament pel que fa al Servei Penitenciari i comparteix la responsabilitat ministerial i la rendició de comptes per al sistema de justícia penal com un tot amb el Lord canceller i el fiscal general. El Servei Penitenciari està encapçalat pel director general.
El Servei Penitenciari té actualment tres establiments operatius: 
- CPM Maghaberry: una presó moderna d'alta seguretat per a adults homes condemnats a llargues penes i com a presó preventiva, tant en condicions separades i integrades. Les persones immigrants detingudes s'allotgen a les instal·lacions de la presó a Belfast.
- CPM Magilligan - presos adults una presó de mitjana seguretat masculina, amb sentenciats a penes mitjanes que també disposa d'un allotjament de baixa de seguretat per als presos seleccionats arribant al final de les seves penes;
- Presons de Sa Majestat i Centre de Menors Infractors, HMP Hydebank Wood - un establiment de mitjà-baixa de seguretat amb capacitat per a delinqüents homes joves i dones de qualsevol edat (incloses les immigrants femenins detingudes)

També hi ha un centre de formació del personal, el Servei Penitenciari College, en Millisle, Co Down.